# Scincella cherriei
Scincella cherriei es una especie de lagarto que pertenece a la  familia Scincidae. Es nativo de México, Belice, Guatemala, Honduras,  Nicaragua, Costa Rica y Panamá. Su rango altitudinal oscila entre 0 y 1860 m s. n. m..

## Taxonomía
Se reconocen las siguientes subespecies::
- Scincella cherriei cherriei (Cope, 1893)
- Scincella cherriei ixbaac (Stuart, 1940)
- Scincella cherriei stuarti (Smith, 1941)